# Heinrich Matthias von Thurn

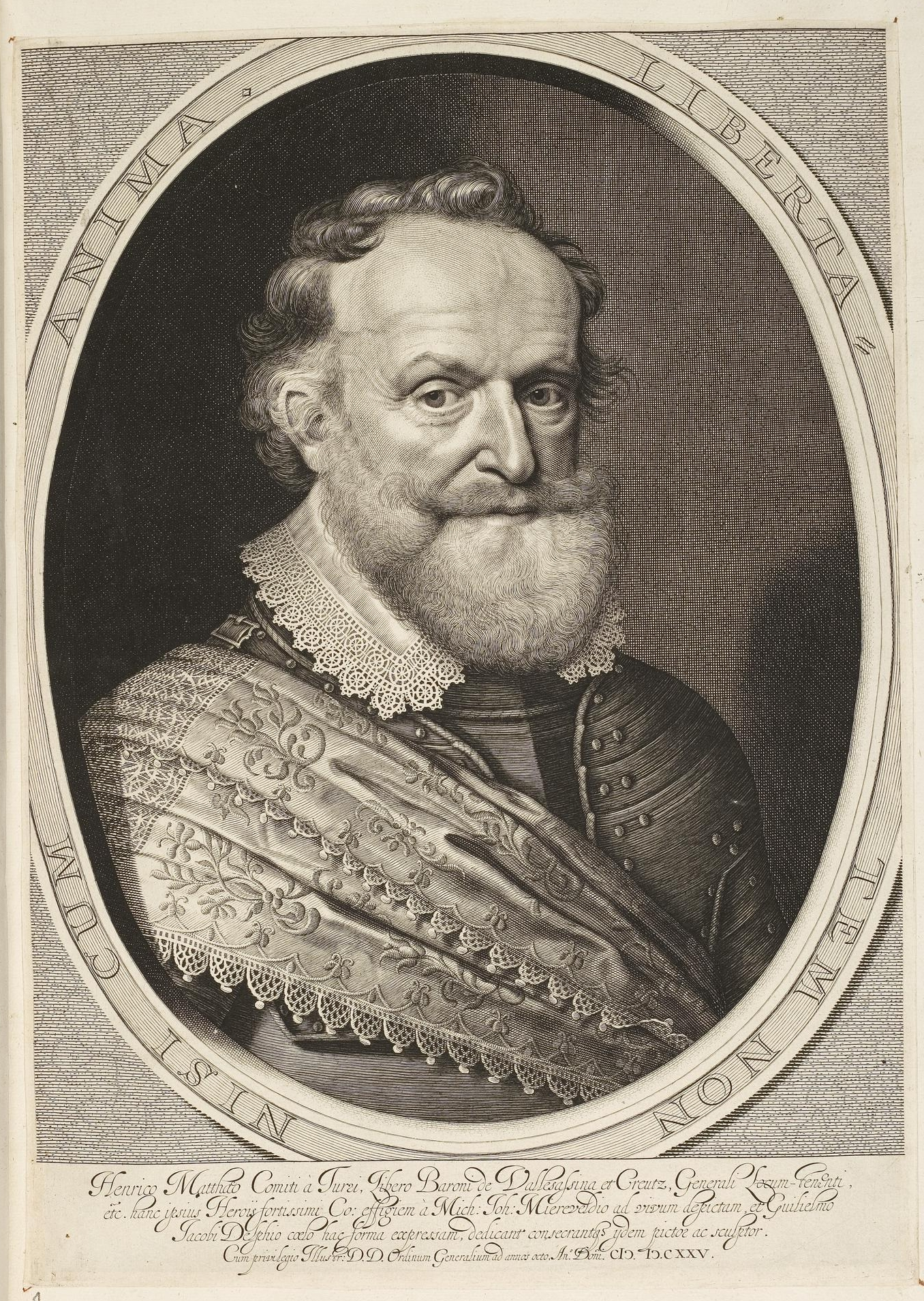
Heinrich Matthias von Thurn, Kupferstich von Willem Jacobszoon Delff, 1625

Heinrich Matthias Graf von Thurn-Valsassina (tschech.: Jindřich Matyáš z Thurnu; * 24. Februar 1567 auf Schloss Lipnitz, Böhmen; † 28. Januar 1640 in Pernau, Livland) war ein protestantischer böhmischer Adliger, der zu den führenden Köpfen des Aufstands der böhmischen Stände gegen den katholischen Habsburger Ferdinand II. gehörte. Er war einer der Initiatoren des Prager Fenstersturzes, der den Dreißigjährigen Krieg auslöste. Nach der Niederschlagung des Aufstands in der Schlacht am Weißen Berg 1620 kämpfte er als militärischer Anführer der böhmischen Emigranten weiter auf der protestantischen, anti-habsburgischen Seite und trat schließlich in schwedische Dienste.

## Leben

### Herkunft und Familie
Heinrich Matthias Graf von Thurn und Valsassina war der Sohn protestantischer Eltern, deren Vorfahren von einem deutschen Zweig des italienischen Patriziergeschlechts Torriani abstammten. Sein Vater Franz erhielt durch militärische Dienste einige Höfe in Böhmen und Mähren, heiratete dort auch zweimal, zunächst Lidmila Berka von Dauba und in der zweiten Ehe Barbora Gräfin Schlick. Aus der zweiten Ehe stammte Heinrich Matthias, als jüngstes von insgesamt 14 Kindern. Nach dem Tod des Vaters wurde er von seinem katholischen Onkel Johann Ambross erzogen, behielt jedoch trotz intensiven katholischen Unterrichts seinen protestantischen Glauben. Den größten Teil seiner Jugend verbrachte er in Österreich.
Thurn heiratete 1591 Magdalena von Gall, eine Tochter von Bernhard von Gall auf Losdorf und Asparn, mit der er einen Sohn hatte: Franz Eberhard (Bernhard) (* 1592; † 1628). Mit dessen Sohn wiederum, Heinrich von Thurn (* 1628; † 19. August 1656), der schwedischer General, Reichsrat sowie Statthalter in Riga und Reval wurde, erlosch sein Familienzweig.
Thurns zweite Ehe mit Susanna Elisabeth von Tiefenbach war kinderlos geblieben.

### In kaiserlichen Diensten
In den Jahren 1585/1586 gehörte Thurn zur kaiserlichen Gesandtschaft an den Hof des osmanischen Sultans Murad III. in Konstantinopel. Von dort aus reiste er auch nach Ägypten, Syrien und Jerusalem. 1592 trat er in die kaiserliche Armee ein und kämpfte gegen die Osmanen in Ungarn. Nach Beendigung des Krieges kehrte er auf seine Güter bei Jičín (Jitschin) und Vintířov in Böhmen zurück, und nach fünfzehn Jahren verließ er die Armee als Oberst und Kriegsrat.

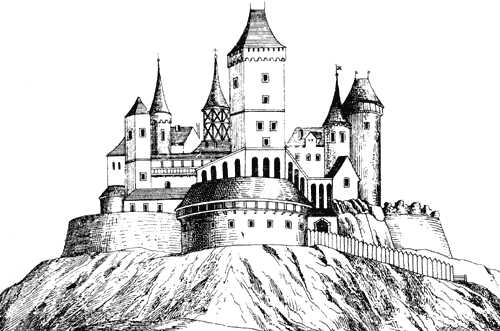
Burg Veliš (um 1650)

Durch seine Heirat mit Magdalena Gall von Losdorf im Jahr 1591 und einige Erbschaften kam er zu einem ansehnlichen Vermögen in Österreich, Görz und der Krajina. 1605 kaufte er die Herrschaft Veliš im Nordosten Böhmens und wurde Mitglied der böhmischen Stände. 1606 erbte er von der Familie seiner bereits 1600 verstorbenen ersten Frau das Schloss Loosdorf in Niederösterreich. 1611 führte er die Ständearmee im Kampf gegen das Passauer Kriegsvolk, und für seine Verdienste ernannte ihn König Matthias II. zum Burggrafen von Karlstein. Insgesamt führte er die Titel Graf von Thurn, Freiherr von Valsassina und zum Heiligen Kreuz, Herr auf Loßdorf, Wellüsch, Godingen und Winterz, Burggraf von Karlstein.

### Führender Kopf des böhmischen Aufstands
Thurn beherrschte zwar nicht die tschechische Sprache, mit den Böhmen verband ihn jedoch der protestantische Glaube. 1609 gehörte er zu Anführern der evangelischen Stände, die von Kaiser Rudolf II. die Unterzeichnung des Majestätsbriefs erzwangen, der den Protestanten weitgehende Religionsfreiheit garantierte. Als  Befehlshaber des Ständeheeres galt er bereits zu diesem Zeitpunkt als militärischer Kopf der Opposition gegen die drohende Herrschaft des streng katholischen Ferdinand II. Nachdem er 1617 gegen die Wahl Ferdinands zum König von Böhmen gestimmt hatte, entzog dieser ihm den Titel des Burggrafen von Karlstein und setzte an seiner Stelle Jaroslav Borsita von Martinic ein. Thurn wurde zum Hofrichter ernannt, dessen Einkünfte und Ansehen jedoch nicht an das frühere Amt heranreichten. Es war eine Mischung aus persönlicher Kränkung und Sorge um die protestantische Sache, die ihn im folgenden Jahr dazu veranlasste, den offenen Aufstand gegen die Herrschaft Ferdinands zu wagen. Er gehörte zu der Gruppe von Adligen, die am 23. Mai 1618 die böhmische Kanzlei auf der Prager Burg stürmten und zwei königliche Räte sowie deren Schreiber aus dem Fenster stürzten. Einer von ihnen war Jaroslav von Martinic, sein Nachfolger als Burggraf von Karlstein. Anschließend gehörte Thurn zu den Verfassern der von den böhmischen Ständen verfassten Apologie, mit der sie ihr Verhalten zu rechtfertigen suchten.
Thurn wurde von den Ständen zu einem der 30 Verteidiger des protestantischen Glaubens ernannt. Das Direktorium der böhmischen Konföderation, die nun die Regierungsgewalt im aufständische Böhmen ausübte ernannte ihn zum militärischen Führer des ständischen Heeres. Mit ihm stieß er am 5. Juni und am 26. Oktober 1619 bis kurz vor Wien vor, erzielte aus Mangel an schwerem Belagerungsgerät und Soldaten jedoch keinen militärischen Erfolg. Nach der Niederlage der Aufständischen in der Schlacht am Weißen Berg (1620), an der er als Regimentskommandeur teilnahm, ließ Ferdinand II. im Anschluss an den Prager Untersuchungsausschuss alle Rädelsführer des böhmischen Aufstandes ächten, darunter auch Heinrich Matthias von Thurn, der seinen gesamten böhmischen und österreichischen Besitz verlor und der Hinrichtung entging, indem er nach Siebenbürgen zu Gabriel Bethlen und später ins Osmanische Reich flüchtete. Seine von der Böhmischen Kammer konfiszierte Burg Veliš erwarb anschließend der kaiserliche Feldherr Wallenstein, der sie seinem Herzogtum Friedland einverleibte.

### Weiterer Kampf gegen Habsburg
In der Folgezeit beteiligte sich Thurn als Diplomat und Feldherr am Dreißigjährigen Krieg und kämpfte weiterhin gegen die Habsburger. Er war der selbsternannte militärische Anführer der böhmischen Emigranten und befehligte 1626 ein kleines Korps in Schlesien. Danach diente er als Generalleutnant im schwedischen Heer König Gustav II. Adolfs, dem er – im Gegensatz zu den deutschen Protestanten – als einzigem den Willen und die Fähigkeit zutraute, Böhmen erneut (und wenn möglich auch Österreich) der Habsburger-Herrschaft zu entreißen. Fälschlicherweise wird ihm oft eine Teilnahme an der Schlacht bei Breitenfeld (1631) und der Schlacht bei Lützen (1632) nachgesagt. Tatsächlich handelte es sich aber hierbei um seinen jüngeren Vetter Johann Jakob von Thurn, Befehlshaber des sogenannten „Schwarzen Regiments“.

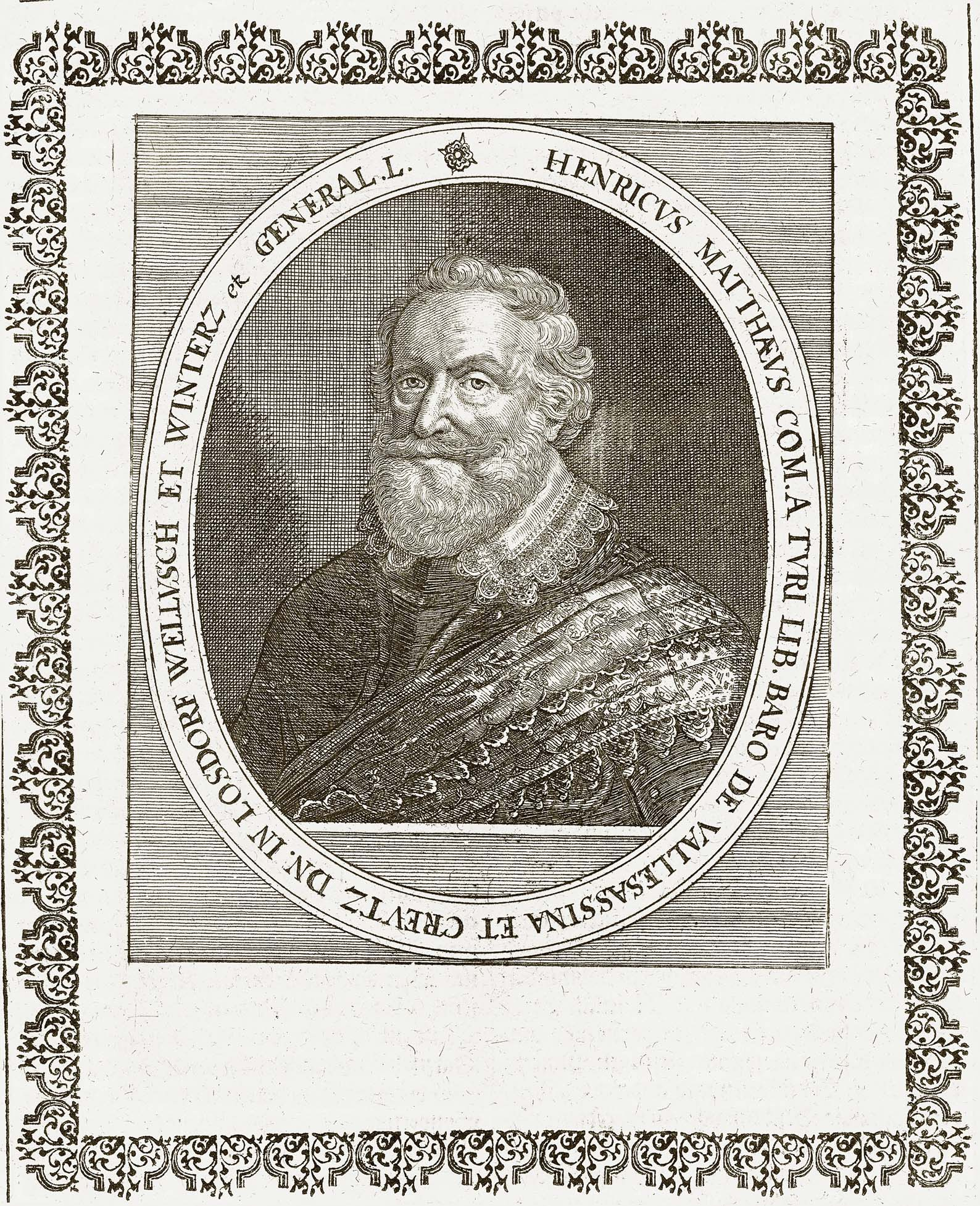
Kupferstich mit dem Porträt Heinrich Matthias von Thurn, aus Theatrum Europaeum von 1662

1631 rückte er im Gefolge des sächsischen Feldmarschalls Hans Georg von Arnim-Boitzenburg, begleitet von zahlreichen Emigranten, in Böhmen ein; im selben Jahr war er an der Herstellung eines geheimen Gesprächskanals zwischen Gustav Adolf und Wallenstein beteiligt, der von dessen Schwager Trčka eingefädelt wurde. Als Arnim 1632 von Wallenstein wieder aus Böhmen herausgedrängt wurde, zog Thurn wieder mit. Er misstraute Arnim zutiefst, den er verdächtigte, mit Wallenstein einen Ausgleich zwischen den deutschen Protestanten und dem Kaiser – auf dem Rücken der böhmischen Emigranten – zu suchen. Nachdem Gustav Adolf 1632 in der Schlacht bei Lützen gegen Wallenstein gefallen war, ernannte der schwedische Reichskanzler Axel Oxenstierna 1633 Thurn zum Führer eines kleinen schwedischen Korps von etwa 6.000 Mann, das tatsächlich ein böhmisch-protestantisches Emigrantencorps war. Mit diesem rückte Thurn in das von Arnim im Vorjahr besetzte Schlesien ein; Zweck war, die Sachsen zu unterstützen gegen die Kaiserlichen, gleichzeitig ein Auge auf das benachbarte Polen zu haben und die Sachsen zu kontrollieren bzw. zu bekämpfen, falls sie sich mit den Kaiserlichen verständigen sollten. Er war an den – von Emigranten, darunter Wilhelm Kinsky, betriebenen – diskreten Kontakten zwischen Wallenstein und Oxenstierna beteiligt. Im Sommer 1633 traf er sich, wie auch Arnim, während eines Waffenstillstands in Schlesien mit Wallenstein zu Verhandlungen.
Am 11. Oktober 1633 wurde das Korps Thurns bei Steinau an der Oder vom Heer Wallensteins eingeschlossen und er selbst gefangen genommen, dabei zeigte er sich als sehr unfähiger Heerführer. Thurn wurde jedoch nach militärischen Zugeständnissen an Wallenstein (Übergabe aller schlesischer Festungen) wieder frei gelassen, was am kaiserlichen Hof in Wien große Empörung auslöste und die Stimmung gegen Wallenstein verstärkte.
Thurn zog sich danach ins Privatleben zurück, das er in Pernau (im damals schwedischen Livland) verbrachte. Dort starb er am 28. Januar 1640 und fand seine Grabstätte im Dom zu Reval. In seiner in Schweden verfassten „Defensionsschrift“ beschrieb Thurn die Ereignisse von 1618 als verantwortungsbewusste Verteidigung des eigenen Glaubens.

## Schriften
Zwey denckwürdige Sendschreiben : I. Eines Engeländischen vom Adel an seiner guten Freund und Landleut einen unlangsten abgangen: Auß welchem alle Umbstände, derer den 8. Novembr. deß verschienen 1620 Jahrs, ergangenen Pragerischen Niderlage, zu sehen, unnd wannenhero dieselbe ursprünglich verursacht worden. II. So Graf Heinrich-Matthes vom Thurn, [et]c. an einen fürnehmen Oesterreichischen Landherrn, wegen besagter Niderlag vor Prag, unnd seines vorhabenden Kriegszugs, [et]c. sub dato Newhäusel/ den 14 Iulii/ dieses 1621 Jahrs, abgehen lassen Digitalisat in: Bayerische Staatsbibliothek Digital, Münchener Digitalisierungszentrum